# Incendios forestales en Limassol de 2021
Los incendios de Limassol de 2021 son una serie de incendios forestales que estallaron en Arakapas, Chipre, el sábado 3 de julio de 2021. Se han descrito como los peores incendios de la historia del país.
Los incendios forestales de Limassol de 2021 fueron incendios forestales que estallaron cerca de la aldea chipriota de Arakapas el 3 de julio de 2021, en medio de una ola de calor de una semana que vio temperaturas que superaron los 40 °C (104 °F).  Los incendios se extendieron por todo el distrito de Limassol antes de apagarse dos días después con la ayuda de Grecia, Israel, Italia y el Reino Unido.  Fueron descritos como los peores incendios de la historia del país. Cuatro hombres egipcios murieron en los incendios, y un agricultor de 67 años fue arrestado más tarde en relación con el inicio del incendio inicial.